# Ана Фернандес
Ана Фернандес (ісп. Ana Fernández; 29 травня 1965, Валенсіна-де-ла-Консепсьйон, Іспанська держава) — іспанська акторка театру і кіно.

## Вибіркова фільмографія
- Лола (2007)
- Наречена (2014)